# Externalități negative

## Problema externalităților negative
Externalitățile sunt acele consecințe care izvorăsc din producția sau consumul de bunuri și/sau servicii, care afectează terțe părți și pentru care nu se plătesc compensații. Externalitățile negative sunt acele consecințe negative, al căror cost este suportat de societate și care produc ineficiențe în alocarea de resurse. Pe o piață nereglată din exterior, producatorii de externalități negative nu își asumă răspunderea pentru costurile externe generate. Acestea sunt transmise catre societate.
În mod tradițional, începand cu Pigou, economiștii au propus ca, în situația externalităților, taxele ar putea fi folosite ca un instrument de corecție a ineficiențelor în alocarea de resurse, într-o economie competitivă. Principiul Pigouvian presupune, în accepțiunea clasică, programe care ar conduce la o alocare de resurse optimă. Astfel, intervenția guvernului este masura propusă de economiști pentru soluționarea problemei. Însă, această soluție nu ține cont de costurile aferente tranzacțiilor realizate de guvern pentru a soluționa problema, așa cum argumentează Ronald Coase în articolul "The problem of social cost" (1960). De altfel, pentru Coase costurile de tranzacție sunt cele care explică apariția firmelor.